# 땅꾼자리 RS
땅꾼자리 RS는 반복신성으로 지구로부터 땅꾼자리 방향으로 약 5,000광년 떨어진 곳에 있다. 이 항성계의 어두울 때 밝기는 약 12.5이다. 뱀주인자리 RS의 폭발 기록은 1898, 1933, 1958, 1967, 1985, 2006년 총 6회이며 폭발시 밝기는 평균 5등급까지 올라갔다. 이처럼 주기적으로 폭발하는 신성을 반복신성이라고 부르는데, 반복신성은 백색 왜성과 적색 거성이 서로 매우 가까이 붙어 돌고 있을 경우 발생한다. 대략 20년마다 적색 거성에서 나온 물질이 백색 왜성 표면에 쌓여 열핵 폭발을 일으킨다. 백색 왜성은 적색 거성에 가까이 붙어 돌고 있으며 왜성 주위에는 적색 거성으로부터 흘러나온 물질이 모여 강착 원반을 만든다. 만약 왜성이 끌어당긴 물질의 질량이 충분히 커져 왜성 전체 질량이 찬드라세카르 한계(태양 질량의 약 1.4배)를 넘으면 Ia형 초신성 폭발을 일으킨다.

## 폭발 기록
관측 기록상 뱀주인자리 RS의 폭발 기록은 지금까지 6회였다.

### 1898년
1898년 폭발은 실제로는 폭발 후 몇 년 뒤에 발견되었다. 윌리어미나 플레밍은 헨리 드레이퍼 메모리얼 사진에서 신성으로 보이는 분광선을 발견했고 1904년 그것을 ‘잠정 신성’이라고 발표했다. 1905년 에드워드 찰스 피커링이 이 발견을 검증했고, 이후 애니 점프 캐넌은 뱀주인자리 RS의 밝기가 1898년 가장 밝아졌다고 결론내렸다.

### 1933년
1933년 폭발을 최초로 발견한 사람은 이탈리아 볼로냐의 에페 로레타였다. 로레타는 뱀주인자리 Y를 관측하고 있었는데 우연히 Y별 남서쪽으로 50초각 떨어진 곳에 밝은 천체가 있음을 발견했다. 이 발견으로 뱀주인자리 RS 폭발이 두 번째로 기록되었다. 이와는 별개로 레슬리 펠처는 자신의 변광성 관측 일정 중 1933년 폭발을 독립적으로 발견하였다.

### 1958년
1958년 플로리다주 롱우드에서 사이러스 퍼날드가 RS가 폭발하는 것을 발견했다. 그는 1958년 7월 345회 관측 기록 중 뱀주인자리 RS를 19회 관측했으며 기록에 다음과 같이 적어 놓았다. “뱀주인자리 RS를 관측하기에 썩 좋은 날씨는 아니다. 이 별이 어두워지면서 색이 변하는 것을 바라보는 것은 즐겁다. 첫날 밤에는 적황색이었다가 그 다음에는 황적색 순으로 바뀌었다. 마지막 관측 때는 내가 지금까지 본 별들 중 가장 색이 붉었다.” 그가 기록한 진한 붉은색은 폭발 후 며칠 동안 강한 수소-알파 방출이 있었음을 나타낸다.

### 1967년
1967년 사이러스 퍼날드는 RS 폭발을 또 관측했다. 그러나 그가 1967년 폭발을 최초로 발견한 사람은 아니다. 같은 날 저녁 독일 함부르크에서 막스 바이어가 RS의 밝기가 6등급이 되었음을 발견했다. 6시간 시차 때문에 바이어 박사가 퍼날드보다 먼저 신성관측을 한 사람이 되었다.

### 1985년
1985년 1월 캐나다 온타리오 주에서 워렌 모리슨이 RS가 극대광도 5.4까지 밝아진 모습을 발견했다.

### 2006년

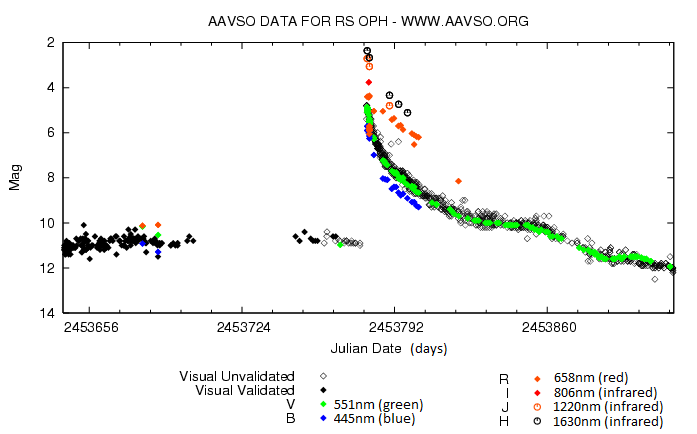
AAVSO의 뱀주인자리 RS 2006년 폭발 광도곡선. 여러 색은 여럿의 대역통과 때문이다.

2006년 2월 12일 새로운 폭발이 관측되었고 겉보기 등급은 4.5까지 올라갔다. 여러 다른 파장을 통해 이 폭발이 관측되었다.